# 扎吉尼奥
扎吉尼奥（葡萄牙語：Zaguinho，1967年5月23日—），墨西哥前男子足球运动员，司职前锋。他曾代表墨西哥国家队参加1994年国际足联世界杯，结果队伍止步十六强赛。